# Tarzana
Tarzana est un quartier de la ville de Los Angeles en Californie situé dans la vallée de San Fernando.

## Présentation
Son nom vient du personnage de fiction Tarzan créé par l'auteur Edgar Rice Burroughs. Celui-ci avait construit un ranch dans le quartier. En 1927 ou 1928, les habitants décidèrent de renommer le quartier en son honneur et en celui du héros.
Tarzana est traversé par Ventura Boulevard.

## Personnalités liées au quartier
- L'actrice Blake Lively y est née.
- L'actrice américaine Hailee Steinfeld est née à Tarzana.
- Le guitariste Slash (ex des Guns N' Roses et actuel Velvet Revolver) y réside actuellement
- Le champion de kick-boxing Benny Urquidez dit « le jet » est né à Tarzana.
- La rappeuse Iggy Azalea et son compagnon le joueur des Lakers Nick Young y vivent.
- La chanteuse et rappeuse Doja Cat y est née.
- Chris Brown y vit.
- Alice Dovey, actrice américaine, y est décédée.
- Le chanteur américain Bobby Womack y est décédé.
- La joueuse de basket-ball nigériano-américaine Kiki Iriafenée y est née[2].